# Semperella similis
Semperella similis är en svampdjursart som beskrevs av Isao Ijima 1927. Semperella similis ingår i släktet Semperella och familjen Pheronematidae.
Artens utbredningsområde är havet kring Indonesien. Inga underarter finns listade i Catalogue of Life.